# Saudia
Saudia je saudijska nacionalna zrakoplovna tvrtka sa sjedištem u Džedahu. Osnovana je 1946. i sa svojom flotom od preko 150 zrakoplova lete prema više od 100 destinacija širom svijeta.

## Flota
Saudia flota se sastoji od sljedećih zrakoplova (ožujak 2014.):

## Vanjske poveznice
- Službena stranica